# Opération Flagpole

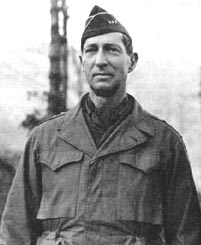
Major General Mark Clark.

L'opération Flagpole était une partie de la préparation de l'opération Torch, l'invasion allié en Afrique du Nord lors de la Seconde Guerre mondiale. Il s'agissait d'organiser et de réaliser une rencontre secrète de haut-niveau entre le général américain Mark Wayne Clark, représentant les Alliés, et le général Charles Mast, le leader d'un groupe d'officiers pro-Alliés du régime de Vichy en Afrique du Nord française, pour s'assurer de leur coopération lors du débarquement.

## Calendrier

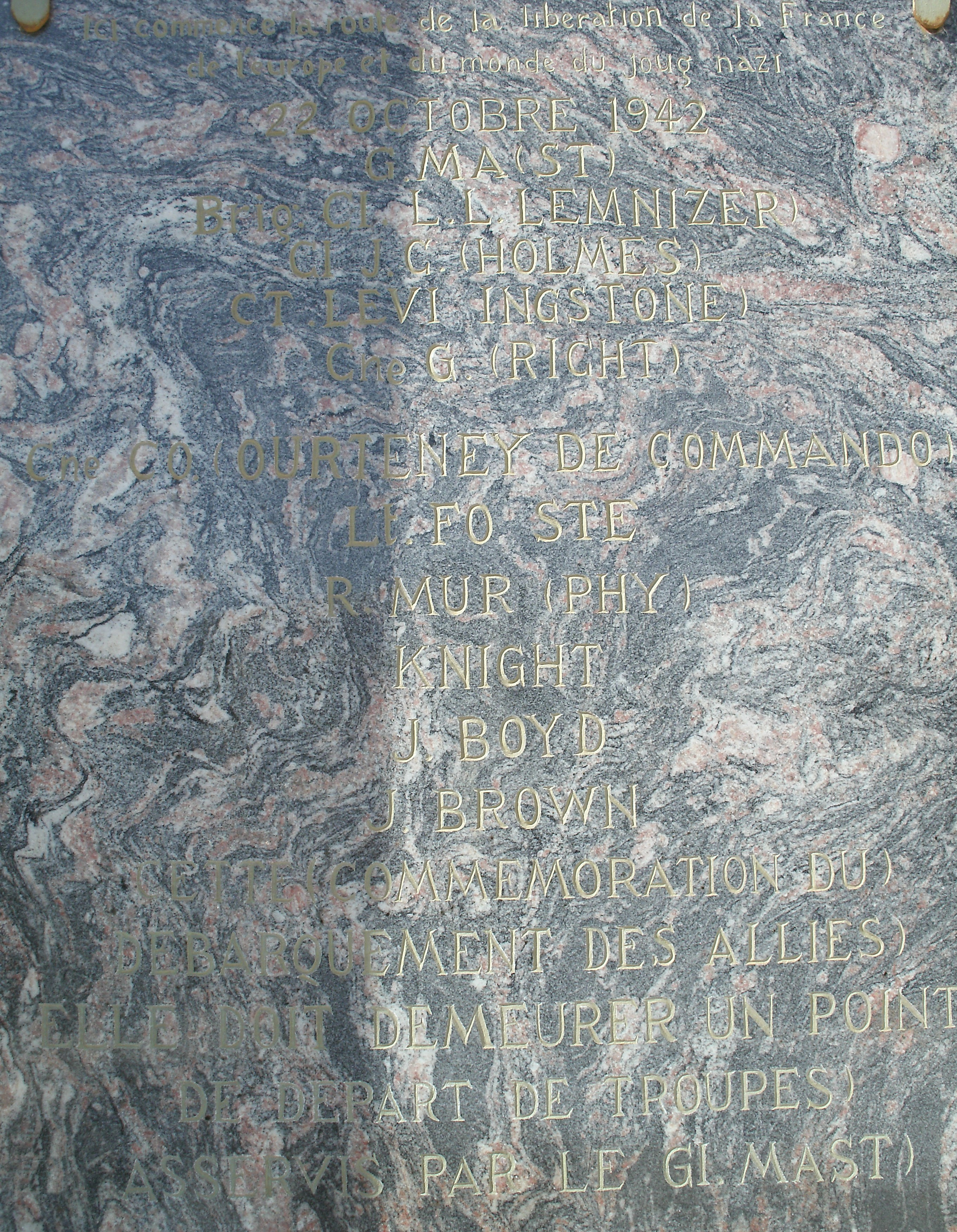
À Messelmoun table en marbre gravée en souvenir de l'opération Flagpole.

Le 16 octobre 1942, une réunion se tient au quartier-général de l'opération Torch à la Horfolk House à Londres. Parmi les personnes présentes on trouve :
- le Lieutenant General de l'US Army Dwight D. Eisenhower, commandant Allié pour l'opération Torch ;
- le Major General de l'US Army Mark Clark, récemment nommé commandant-adjoint de l'opération Torch ;
- le Brigadier General de l'US Army Lyman L. Lemnitzer, chef de la section de planification des forces alliées engagées dans l'opération ;
- le colonel de l'US Army Archelaus L. Hamblen, expert en transport et approvisionnent ;
- Le colonel de l'US Army Julius C. Holmes, chef des affaires civiles pour l'opération Torch ;
- le contre-amiral Bernard H. Bieri, représentant l'US Navy ;
- le capitaine de l'US Navy Jerauld Wright, officier de liaison avec la Royal Navy.

Eisenhower informe le groupe que le Département de la Guerre a fait suivre un câble urgent du diplomate américain Robert D. Murphy du consulat des États-Unis à Alger demandant l'envoi immédiat et secret d'un groupe de haut niveau pour rencontrer le général Charles Mast, commandant militaire d'Alger et chef d'un groupe d'officiels pro-Alliés dans l'Afrique du Nord française.
L'objectif de cette mission secrète, nom de code « opération Flagpole », est de parvenir à un accord pour obtenir par Mast et ses collègues, que le général Henri Giraud, un officier français pro-Alliés clé, fasse le pas de prendre le commandement des forces militaires françaises en Afrique du Nord et arrange alors un cessez-le-feu avec la force d'invasion alliée. D'autres alternatives comme l'amiral Darlan ou le général de Gaulle, avaient été rejetées par les gouvernements américain et britannique pour différentes raisons politiques.
Clark serait le représentant personnel d'Eisenhower avec Lemnitzer comme planificateur en chef du débarquement, Hamblen comme expert-logistique et Holmes servant d'interprète. Wright servirait de liaison avec la marine nationale française, avec comme objectif spécifique que la flotte de Toulon rejoigne le camp allié.

## Exécution

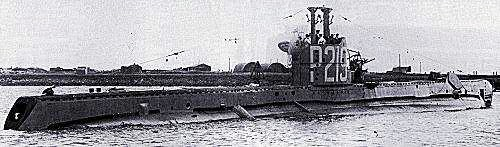
Le HMS Seraph

Le groupe vola à bord de deux bombardiers Boeing B-17 forteresses volantes jusqu'à Gibraltar, quartier général opérationnel du débarquement, et le 19 octobre 1942 embarquèrent à bord du sous-marin britannique HMS Seraph que commandait le lieutenant Norman Limbury Auchinleck « Bill » Jewell. Le Seraph transportait des kayaks démontables, des pistolets mitrailleurs, des talkies-walkies ainsi que trois commandos britanniques.
Le sous-marin transporta Clark et son équipe jusqu'au large du village côtier de Messelmoun, a environ 90 kilomètres à l'ouest d'Alger. Après minuit, dans la nuit du 22 octobre, le sous-marin fit surface et la mission de Clark rejoignit le rivage où ils rencontrèrent Mast et Murphy à la ferme Sitgès. Wright rencontra le capitaine de vaisseau Jean Barjot et apprit que la marine française était opposée à une arrivée de troupes américaines en Afrique du Nord alors que l'armée de terre et l'armée de l'air françaises, elles, soutenaient cette arrivée. Clark se fit confirmer l'accord par les Français.
Le 24 octobre, après quelques impondérables, la mission retourna sur le Seraph et, plus tard, à un point de rendez-vous fixé, monta à bord d'un hydravion pour rentrer sur Gibraltar et gagna ensuite Londres par avion, le 25 octobre,.

## Suites
L'opération Flagpole fut suivie par l'opération Kingpin lors de laquelle le général Giraud, nom de code « Kingpin », fut libéré de son confinement en zone libre et amené en Algérie.